# Catephia stygia
Catephia stygia là một loài bướm đêm trong họ Erebidae.